# Cerkiew św. Paraskewy w Myczkowie
Cerkiew św. Paraskewy w Myczkowie – murowana filialna cerkiew greckokatolicka, znajdująca się w Myczkowie. Obecnie rzymskokatolicki kościół parafialny pw. Matki Bożej Nieustającej Pomocy parafii w Myczkowie.
Zbudowana w 1915, należała do parafii greckokatolickiej w Polańczyku. Po wojnie przejęta przez Kościół rzymskokatolicki.

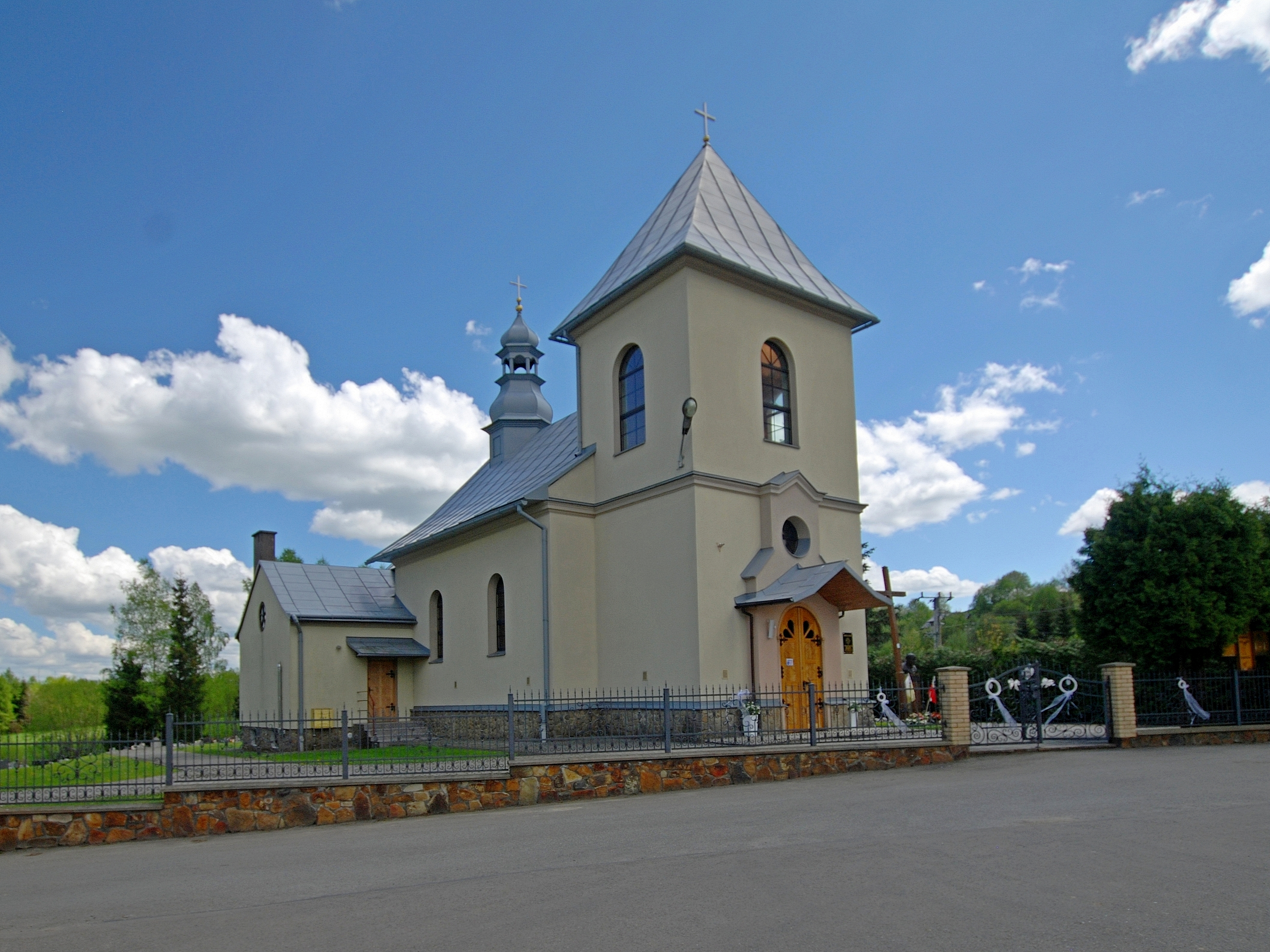
Elewacja boczna
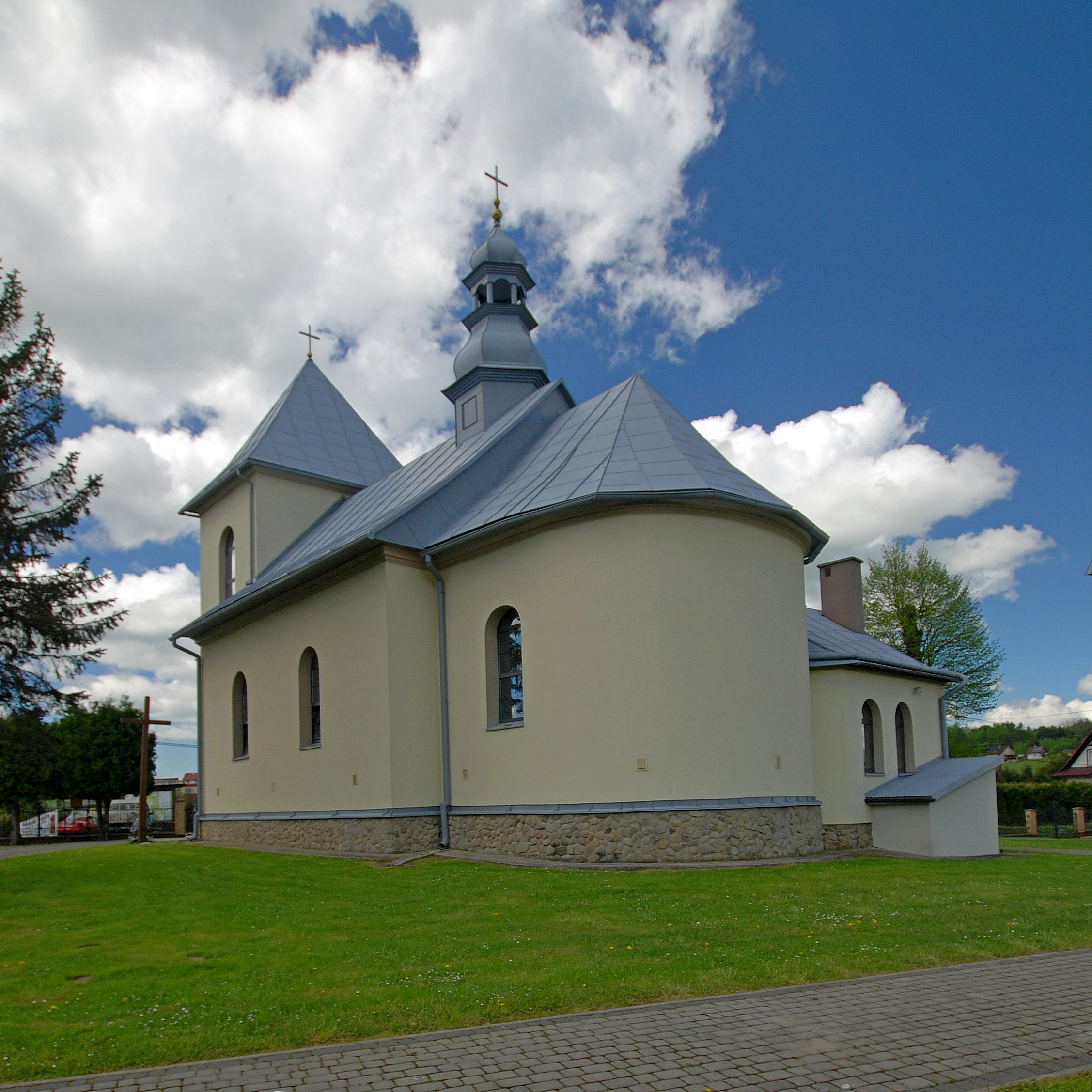
Widok od strony prezbiterium
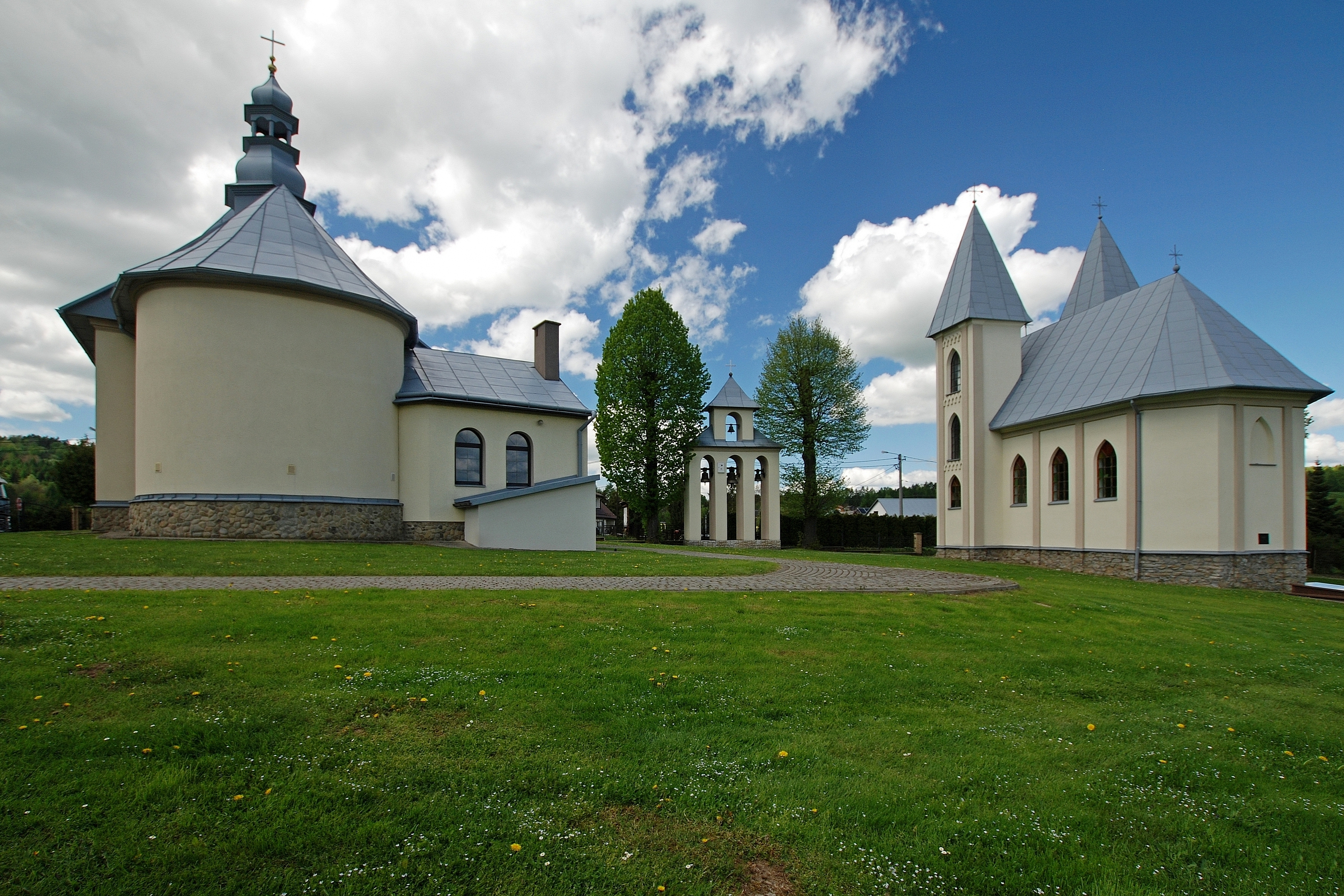
Widok ogólny